# Urlabari
Urlabari (nep. उर्लाबारी) – gaun wikas samiti we wschodniej części Nepalu w strefie Kośi w dystrykcie Morang. Według nepalskiego spisu powszechnego z 2001 roku liczył on 5395 gospodarstw domowych i 25742 mieszkańców (13047 kobiet i 12695 mężczyzn).